# Episodi di Chicago Fire (ottava stagione)
L'ottava stagione della serie televisiva Chicago Fire, composta da 20 episodi, è stata trasmessa in prima visione negli Stati Uniti d'America da NBC dal 25 settembre 2019 al 15 aprile 2020.
Inizialmente la stagione era composta da 23 episodi, ma è stata ridotta a 20 a causa dell'emergenza dovuta alla pandemia di COVID-19 diffusasi anche a Chicago, dove è ambientata la serie.
In Italia la stagione è andata in onda su Premium Action dal 12 febbraio 2020 all'11 novembre 2020. 
 Tra fine aprile e inizio maggio 2020 la programmazione italiana è stata stravolta: dal 22 aprile al 6 maggio 2020 la trasmissione in italiano degli episodi 11, 12 e 13 è stata interrotta, trasmettendoli però in lingua originale con sottotitoli in italiano a causa dell'emergenza dovuta alla pandemia di COVID-19 che aveva impedito la continuazione del doppiaggio. Dal 13 maggio 2020 la programmazione italiana è proseguita regolarmente fino al 24 giugno 2020 con l'ultimo episodio, recuperando i tre inediti in italiano il 4 e l'11 novembre 2020 durante la replica della stagione. 
 In chiaro viene trasmessa su Italia 1 dal 14 luglio al 9 settembre 2021 in prima serata.
L'episodio 4 fa parte di un crossover diviso in tre parti con la quinta stagione di Chicago Med (5x04) e con la settima stagione di Chicago P.D. (7x04), mentre l'episodio 15 solo con la medesima stagione di Chicago P.D..
| nº | Titolo originale                  | Titolo italiano                 | Prima TV USA      | Prima TV Italia  |
| -- | --------------------------------- | ------------------------------- | ----------------- | ---------------- |
| 1  | Sacred Ground                     | Terreno sacro                   | 25 settembre 2019 | 12 febbraio 2020 |
| 2  | A Real Shot in the Arm            | Una boccata di ossigeno         | 2 ottobre 2019    | 19 febbraio 2020 |
| 3  | Badlands                          | Terre desolate                  | 9 ottobre 2019    | 26 febbraio 2020 |
| 4  | Infection: Part I                 | Infezione - I parte             | 16 ottobre 2019   | 4 marzo 2020     |
| 5  | Buckle Up                         | Allacciate le cinture           | 23 ottobre 2019   | 11 marzo 2020    |
| 6  | What Went Wrong                   | Qualcosa non ha funzionato      | 30 ottobre 2019   | 18 marzo 2020    |
| 7  | Welcome to Crazytown              | Benvenuti nella città dei pazzi | 6 novembre 2019   | 25 marzo 2020    |
| 8  | Seeing is Believing               | Vedere per credere              | 13 novembre 2019  | 1º aprile 2020   |
| 9  | Best Friend Magic                 | La magia dei migliori amici     | 20 novembre 2019  | 8 aprile 2020    |
| 10 | Hold Old Ground                   | Manteniamo la posizione         | 8 gennaio 2020    | 15 aprile 2020   |
| 11 | Where We End Up                   | Dove finiremo                   | 15 gennaio 2020   | 4 novembre 2020  |
| 12 | Then Nick Porter Happened         | Poi è arrivato Nick Porter      | 22 gennaio 2020   | 4 novembre 2020  |
| 13 | A Chicago Welcome                 | Benvenuto a Chicago             | 5 febbraio 2020   | 11 novembre 2020 |
| 14 | Shut It Down                      | Esplosioni                      | 12 febbraio 2020  | 13 maggio 2020   |
| 15 | Off the Grid                      | Chiamata non rintracciabile     | 26 febbraio 2020  | 20 maggio 2020   |
| 16 | The Tendency of a Drowning Victim | Il truffatore                   | 4 marzo 2020      | 27 maggio 2020   |
| 17 | Protect a Child                   | La protezione del bambino       | 18 marzo 2020     | 3 giugno 2020    |
| 18 | I'll Cover You                    | Ti copro io                     | 25 marzo 2020     | 10 giugno 2020   |
| 19 | Light Things Up                   | Manteniamo la calma             | 8 aprile 2020     | 17 giugno 2020   |
| 20 | 51's Original Bell                | La campana della Cinquantuno    | 15 aprile 2020    | 24 giugno 2020   |

## Terreno sacro
- Titolo originale: Sacred Ground
- Diretto da:
- Scritto da:

### Trama
L'incendio alla fabbrica di materassi continua. Dopo una violenta esplosione, Otis viene ritrovato a terra svenuto e Sylvie si frattura un braccio durante la caduta del pavimento soprastante. Già durante il viaggio per l'ospedale, Cruz si rende conto delle gravi condizioni del suo amico Otis. Una volta arrivato in ospedale, mentre l'intera caserma aspetta in sala d'attesa, Otis muore mentre Cruz gli è accanto. Sono passati tre mesi quando Sylvie si libera del gesso al braccio e va a fare un colloquio alla caserma di Fowlerton. Cruz rivela a Boden l'ultima frase, in russo, che Otis gli ha detto. Durante una serata al Molly, Boden rivela a Casey che il Dipartimento ha avviato un'indagine per chiarire le sue eventuali responsabilità durante l'incendio alla fabbrica. Alla riunione della commissione, Boden afferma di aver dato lui l'ordine affinché i paramedici entrassero durante l'incendio, pertanto la commissione proscioglie Casey da tutte le accuse. Sylvie intanto non è convinta del trasferimento a Fowlerton e medita sul da farsi. Boden chiama tutta la caserma all'esterno dei locali per mostrare loro un monumento alla memoria di Otis decretandolo "Luogo Sacro" e rivela a Cruz il significato della frase in russo che gli aveva detto Otis in punto di morte: "Fratello, sarò con te per sempre".

## Una boccata di ossigeno
- Titolo originale: A Real Shot in the Arm
- Diretto da:
- Scritto da:

### Trama
L'episodio inizia con Cruz che si trova a dover lasciare l'appartamento che condivideva con Otis. Casey è sempre alla ricerca del sostituto di Otis e, proprio durante un intervento, conosce un candidato affidato ad un'altra caserma che compie un salvataggio in una maniera particolare. Intanto Sylvie a Fowlerton si prepara ad iniziare il lavoro presso la caserma locale e, mentre sta facendo la spesa con il suo promesso, incontra Hope che le strappa la promessa di vedersi appena possibile al bar che frequentavano da giovani per chiarire i trascorsi a Chicago. Hermann intanto cerca un altro socio con cui gestire il Molly, avendo i fratelli di Otis rinunciato a subentrare nella società. Casey fa presente a Boden che ha scelto il sostituto di Otis, il candidato Blake Gallo che aveva operato quel salvataggio un po’ fuori dagli schemi. Sylvie è sempre meno convinta di restare a Fowlerton e sente molto la mancanza della 51. Severide tenta di convincere il comandante che Gallo sarebbe un'ottima risorsa per la caserma ricordandogli che, a suo tempo, lui stesso era spericolato ma che è migliorato proprio grazie all’aiuto del suo comandante. Mentre Foster convince Kidd ad andare a riprendersi l'amica e collega Sylvie, non potendone più del sostituto che le hanno assegnato, Sylvie confessa al suo promesso sposo che quella vita non le appartiene e che le manca molto Chicago e la sua "famiglia" della 51. Nella scena successiva, all'arrivo a Fowlerton, le due donne trovano Sylvie sull'uscio di casa con le valigie già pronte ed insieme fanno ritorno a Chicago. Mouch rivela a Hermann di voler comprare la quota di Otis del Molly e Gallo entra ufficialmente a far parte della 51 con la benedizione di Boden.

## Terre desolate
- Titolo originale: Badlands
- Diretto da:
- Scritto da:

### Trama
Mentre Sylvie rientra in caserma, una squadra di tecnici sta implementando un nuovo sistema informatico che permetterà al Dipartimento di velocizzare i tempi di risposta. Foster e Sylvie intervengono per un ferito in un riformatorio, ma non ci vedono chiaro sulle dinamiche dell'incidente e incominciano a indagare con l'aiuto di un'assistente sociale che conosce la storia del ragazzo ferito. Boden propone a Kidd di rappresentare il distretto in un'iniziativa per i futuri leader del servizio antincendio. Kidd è molto contenta, ma confida a Kelly di essere in ansia per questo incarico. Sylvie cerca di avere informazioni sull'accaduto dal ragazzo ferito, ricoverato in ospedale, ma senza ottenere risultati: il ragazzo ha paura e questo avvalora l'ipotesi di Sylvie che in carcere succeda qualcosa di poco chiaro. Dopo aver ricevuto nuove informazioni dall'assistente sociale, si reca con lui e Foster in carcere per avere chiarimenti dalle guardie e dal direttore. Il ragazzo ferito, rientrato in carcere, assiste alla riunione ed alla fine, dopo un po' di titubanza, decide di dire quello che sta succedendo: una guardia lo ha picchiato diverse volte così come ha fatto con altri detenuti i quali cominciano a parlare a loro volta rivelando ciò che succede all'interno del carcere. Boden, di fronte ad un malfunzionamento del nuovo sistema informatico che perdura da alcune ore sotto forma di allarme, perde la pazienza e distrugge una parte del sistema facendo tacere l'allarme, il tutto con l'applauso della caserma. Burgess annuncia a Boden ed ai paramedici che la guardia del carcere sarà indagata ed intanto è stata sollevata dall'incarico mentre il ragazzo picchiato è stato trasferito in un'altra struttura. Un collega di Boden gli confida che Gallo da bambino è stato un superstite di un incendio in cui è morta tutta la sua famiglia.

## Infezione - I parte
- Titolo originale: Infection: Part I
- Diretto da:
- Scritto da:

Nota: questo episodio inizia un crossover che prosegue con la puntata di Chicago Med 5×04 e poi con la puntata di Chicago P.D. 7×04.

### Trama
Durante l'attesa per un'importante partita di football, in mezzo alla folla un giovane evidentemente in difficoltà si accascia. Subito soccorso da alcuni della caserma 51 lì per la partita, presenta una ferita alla gamba molto strana. Al Med si scopre che la ferita è stata causata da un batterio mangiacarne che si può diffondere se si viene a contatto con esso tramite una semplice ferita. I paramedici della 51 intervengono in una casa dove trovano due corpi che presentano ferite simili a quelle del ragazzo alla partita e la polizia trova una terza persona nella sua auto ad una stazione di servizio con ferite altrettanto simili. Mentre Cruz è nervoso perché vuole chiedere a Chloe di sposarlo, la caserma interviene in un incendio ad un palazzo dell'Università dove è presente anche un laboratorio che si occupa di ricerche biologiche. Qui scoprono che il ragazzo dello stadio studiava lì. Boden coinvolge allora Voight che mette la sua squadra ad indagare. Si scopre quindi che il ragazzo mandava dei messaggi minatori ad alcuni docenti della Facoltà di Scienze dicendo che ci sarebbe stato un evento apocalittico. Intanto una poliziotta della squadra di Voight viene a contatto con il sangue di un'altra vittima del batterio.

## Allacciate le cinture
- Titolo originale: Buckle Up
- Diretto da:
- Scritto da:

### Trama
Stella viene mandata fuori città ad un importante incontro dei Vigili del Fuoco in rappresentanza della caserma. Intanto la 51 risponde ad un paio di incidenti stradali in cui la dinamica è sempre la stessa. In uno degli incidenti Mouch richiede la collaborazione di un carroattrezzi presente sulla scena ma viene poi redarguito dal Dipartimento in quanto non avrebbe dovuto coinvolgere un mezzo civile. In caserma sono tutti solidali con lui: non si sarebbe potuto fare diversamente, bisognava salvare con urgenza una persona. Mentre Stella fa una bella figura alla riunione dei Vigili, Cruz confessa a Brett di essere stato lasciato da Chloe. Severide segnala alla polizia il carroattrezzi presente nei due incidenti in quanto la dinamica gli fa sospettare che si tratti di un comportamento truffaldino. Chloe confessa a Brett di aver paura di sposare Cruz per il suo lavoro pericoloso. Severide intanto va a trovare in ospedale una persona complice dell'autista del carroattrezzi la quale, pur non dicendogli niente, gli fa capire che entrambi gli incidenti sono in realtà un tentativo di truffa. Successivamente la squadra di Voight interviene presso il deposito del carroattrezzi arrestando il titolare. Chloe ci ripensa e Cruz le chiede di sposarlo. 

## Qualcosa non ha funzionato
- Titolo originale: What Went Wrong"
- Diretto da:
- Scritto da:

### Trama
La caserma risponde ad un incendio in una casa in cui vivono genitori, figlio ed una nonna. Gallo, memore di quel che gli successe in gioventù, vede arrivare un ragazzino che tenta di entrare in casa e lo ferma. Così facendo contravviene alla istruzioni che gli aveva dato il capitano di non entrare. La nonna viene ricoverata in ospedale ma non ce la farà. Le ragazze della caserma, dopo aver sentito che presso un'altra caserma è stata istituita una zona dedicata esclusivamente alle donne, vorrebbero fare la stessa cosa alla 51 e chiedo a Boden l'ufficio blu. Casey interroga Gallo su quanto è successo durante l'incendio e scopre che il ragazzo non ha seguito gli ordini. Gli assegna pertanto dei compiti di pulizia per punirlo. La squadra vuole aprire una raccolta fondi per la famiglia che ha perso la casa ma l'atteggiamento del marito provoca in Severide qualche sospetto: avrà dato lui fuoco all'appartamento per uccidere la madre di sua moglie? Pertanto si rivolge all'Ofi per ottenere qualche indagine in più. Nel frattempo altre donne da altre caserme vanno a visitare l'ufficio blu cominciando a creare non pochi problemi. Boden rivela a Casey il passato di Gallo e Severide indaga con l'Ofi sull'incendio e si convince sempre di più che è stato il marito. Sì reca pertanto con la squadra e la polizia a casa della famiglia dove scopre che in realtà è stata la moglie a creare l'incendio per poter ereditare da sua madre una cospicua somma di denaro. Intanto l'esperimento della sala per sole donne fallisce. Severide accetta di fare da testimone a Cruz e Gallo confessa a Casey quello che gli era successo in gioventù e che giustifica in parte le sue azioni durante l'incendio. 

## Benvenuti nella città dei pazzi
- Titolo originale: Welcome to Crazytown
- Diretto da:
- Scritto da:

### Trama
Cruz deve preparare la sua presenza ad una fiera per pubblicizzare lo Slamigan. Severide riceve la visita di un tenente dell'Ofi che gli chiede di entrare a far parte del nucleo investigativo in quanto hanno un sacco di casi irrisolti, poco personale ma soprattutto perché reputano che Severide abbia un ottimo fiuto per le indagini. La caserma risponde ad una chiamata per appoggiare la polizia. Un pazzo sta tenendo in ostaggio una donna. Per liberarla interviene la polizia ma quando questa fallisce, gli uomini della 51 intervengono calandosi dal tetto per liberare la donna facendola uscire da una finestra. Hermann salva i colleghi dall'aggressione armata del pazzo sparando con il cannone ad acqua attraverso la finestra dell'appartamento. Nello spostare però l'autopompa per avvicinarla allo stabile, ha un diverbio con un poliziotto che poi lo accuserà di aggressione. Hermann cerca di scusarsi con il poliziotto per evitare la denuncia e la possibile perdita del comando dell'autopompa senza riuscirci. Boden scopre una richiesta di trasferimento di Severide all'Ofi e ne chiede spiegazioni all'interessato. Si scopre poi che il trasferimento è stato richiesto dal commissario Grissom. Dopo un inizio turbolento della fiera per via di uno stand che propone un attrezzo simile al suo, Cruz accusa i proprietari dello stand di plagio e riesce a dimostrare il buon funzionamento dello Slamigan ottenendo un meritato successo. Severide va da Grissom a chiedere spiegazioni: la cosa si conclude con la promessa di Severide di seguire per un po' l'Ofi in cambio del fatto che Grissom risolva il problema di Hermann. Quest'ultimo alla fine scopre che il Dipartimento ha deciso di non procedere contro di lui. 

## Vedere per credere
- Titolo originale: Seeing is Believing
- Diretto da:
- Scritto da:

### Trama
Severide comincia a lavorare per l'Ofi e Boden iscrive Stella all'Accademia per far sì che diventi istruttore. Mentre Cruz si pavoneggia per i numerosi ordini dello Slamigan, Hermann interviene con l'autopompa per un incendio in una casa i cui mobili hanno preso fuoco molto velocemente e scopre che sono stati realizzati dall'azienda in cui era morto Otis. Severide va a visitare un minimarket in cui era scoppiato un incendio mesi prima sospettando che non sia doloso ma accidentale e che pertanto l'assicurazione debba pagare. Hermann fa presente a Casey e Boden quanto ha scoperto e cioè che quei mobili sono fatti con i minimi standard di sicurezza e ritiene di dover fare qualcosa. Mentre Stella va a tenere la prima lezione in accademia, Hermann vuole parlare con l'amministratore dell'azienda di mobili e non riuscendoci comincia un sit-in per richiamare l'attenzione e farsi ascoltare. Mentre Brett riesce a trovare un secondo lavoro come istruttrice di spinning alla sua collega, Stella durante un intervento non reagisce correttamente ai comandi del capitano, tradendo la stanchezza che sta provando a causa dell'eccessivo lavoro in caserma e all'accademia. Hermann ha un'illuminazione e capisce cosa fare per farsi notare dall'azienda dei mobili: porterà infatti, con la collaborazione dell'intera caserma, un loro divano di fronte alla loro sede e alla presenza dell'amministratore gli darà fuoco per dimostrarne la pericolosità. L'amministratore delegato ne rimane colpito, fa visita alla caserma per rendere omaggio al monumento dedicato ad Otis e promette ad Hermann che l'azienda produrrà i mobili con materiali migliori.

## La magia dei migliori amici
- Titolo originale: Best friend magic
- Diretto da:
- Scritto da:

### Trama
All'inizio della puntata compare improvvisamente in caserma Dawson, presente in città per un paio di giorni per un ricevimento. La caserma viene richiesta per salvare una persona che sta scalando un palazzo mentre Severide all'Ofi ha trovato un altro caso che non lo convince e si reca in carcere ad interrogare l'uomo che è stato incarcerato a suo tempo per quel caso: lì comincerà a sospettare che non si tratti del vero colpevole. Dawson chiede a Casey di andare con lei al ricevimento, ma lui all'inizio non sembra molto propenso in quanto la visione della sua ex gli ha scatenato parecchi ricordi. Cruz, nell'aiutare i colleghi a liberare alcuni armadietti, trova un drone che era di Otis e che purtroppo non funziona più. Poco dopo che Brett ha convinto Casey ad andare al ricevimento con Dawson, quest'ultimo viene richiesto all'Ofi per una consulenza sul caso. Stella, rincasando molto stanca per gli ultimi turni ed i giorni in Accademia come istruttore, provoca un incidente. Severide interviene con Seager in aiuto alla polizia: potrebbero aver scovato il vero responsabile dell'incendio che l'Ofi sta seguendo. In un magazzino vengono infatti scoperti degli agenti chimici usati per appiccare gli incendi. Casey e Dawson vanno al ricevimento e sull'onda dei ricordi finiscono a letto insieme. Boden si scusa con Stella e le confessa che dopo la morte di Otis aveva bisogno di un progetto e perciò le aveva dato diverse responsabilità, vedendo appunto in lei un progetto da perseguire, caricandola però eccessivamente di stress. Ritter e Gallo aiutano Cruz a comprare un pezzo di ricambio per il drone per poterlo far volare di nuovo ma purtroppo questo non vola. Collegando un cavetto di diagnostica dal drone al pc, Cruz scopre il video che lui e Otis avevano fatto in occasione del primo volo del drone, commuovendosi. Intanto Severide va a comunicare alla persona che era stata incarcerata che si sono trovate nuove prove per cui lui non è più ritenuto il colpevole del fatto. Alla fine della puntata Severide, ritornato nel magazzino di prima, si trova improvvisamente di fronte ad un uomo che minaccia di far saltare tutto.

## Manteniamo la posizione
- Titolo originale: Hold Old Ground
- Diretto da:
- Scritto da:

### Trama
Severide, dopo essere tornato al magazzino in cui la polizia stava facendo un sopralluogo, si trova di fronte un uomo che minaccia di far saltare tutto e cerca di farlo desistere. Dopo un'esplosione, lo salva e lo consegna alla polizia. Boden annuncia in caserma che il dipartimento sta rivalutando il dispiegamento di forze e che pertanto la 51 dovrà condividere alcuni isolati con la caserma 20, il che genera diversi malumori. Gallo è il meno convinto fra tutti poiché rivela che alla 20 c'è un paramedico donna che non sopporta. La 51 interviene in un incidente che coinvolge un furgone postale che ha disseminato la strada di lettere e Mouch, dopo essere tornato in caserma, si accorge che ha una di queste lettere attaccata sotto al suo stivale. Per Brett e Foster ha inizio un periodo difficile a causa di alcuni diverbi d'opinione. Severide viene congedato dall'Ofi e rimandato alla 51. Durante un controllo dell'attrezzatura del camion, non si trovano più le ganasce. Si scopre poi che sono state rubate nell'ultimo intervento ed usate per compiere atti criminali. Gallo propone a Casey di indagare per cercare di recuperare le ganasce. In un'autofficina, dove si recano su suggerimento di alcuni amici di Gallo, scopriranno la foto di un'auto che era presente sul luogo dell'ultimo intervento il cui conducente presumibilmente ha rubato le ganasce. Mouch vuole a tutti i costi riuscire a consegnare la lettera e con l'aiuto di Ritter riesce a capire l'indirizzo mezzo cancellato sulla busta. Durante una richiesta di intervento, la 51 viene rimandata in caserma poiché la 20 è più vicina al luogo dell'incidente. Nel tornare in caserma, Casey vede l'auto il cui conducente ha presumibilmente rubato le ganasce. Si lanciano pertanto tutti all'inseguimento dell'auto la quale semina i tre camion ma non l'ambulanza che riesce ad incastrarla in una via chiusa. Recuperate le ganasce, Brett e Foster si chiariscono. Mouch si reca all'indirizzo scritto sulla busta e consegna la lettera che risulta molto importante per la destinataria che lo ringrazia commossa.

## Dove finiremo
- Titolo originale: Where we end up
- Diretto da:
- Scritto da:

### Trama
Boden ascolta le proteste dei suoi ufficiali in merito ai nuovi confini operativi: la caserma 20 pare infatti interferire spesso con la 51, sollevando dei malumori. Mouch viene morso da un insetto e dà la colpa al cane di Ritter ma scoprirà poi che la colpa non è del cane ma che purtroppo la caserma è infestata dalle cimici. In un intervento, Casey, che arriva per primo con la 51, si scontra con il capitano della caserma 20: come da prassi del dipartimento, chi arriva per primo comanda le unità che arrivano dopo ma il capitano della 20 non è d'accordo e rivendica l'intervento in quanto la zona è gestita dalla 20 da anni. Dopo un breve battibecco il capitano della 20 prende ordini da Casey. Tornato in caserma, Casey fa presente quanto successo a Boden che si incarica di far sì che la cosa non si ripeta più. A causa dell'infestazione da cimici, tutta la 51 per un turno deve trasferirsi presso la 20 per consentire la disinfestazione. All'arrivo presso la 20, Boden che è di stanza alla 51 ma comanda anche tutto il battaglione di cui fa parte anche la 20, si scontra con il capitano di quest'ultima che lo accusa di favoritismi nei confronti della 51. Boden pertanto, dovendo assentarsi per una riunione, lascia il comando temporaneo al capitano della 20 il quale ordina alla 51 di non parcheggiare i mezzi davanti alla caserma ma in strada. Alla riunione Boden ritrova un suo allievo di alcuni anni prima che si è ammalato e a cui restano sei mesi per un cancro: sarà lui a parlare per primo dei rischi che corrono i vigili del fuoco durante gli interventi e a promuovere una nuova procedura per limitare il rischio di insorgenza dei tumori tra i vigili del fuoco. 51 e 20 rispondono alla chiamata per un grosso incendio. Durante l'intervento, mentre Severide, accortosi della presenza di numerose sostanze tossiche che potrebbero esplodere le allontana con l'aiuto dei suoi, Casey rimane intrappolato con Gallo e un civile in una stanza. Boden fa presente che alcuni della 20 sono intrappolati e Casey e Gallo escono dalla stanza per fornire loro ausilio e liberano uno dei vigili della 20 dalle macerie. Severide apre un buco nel muro perimetrale per far uscire tutti i suoi colleghi che intanto si sono rifugiati nella stanza. Al rientro alla 20 Casey dice al capitano che dopo aver scaricato le attrezzature avrebbe fatto spostare i camion in strada ma il capitano della 20 gli risponde che i mezzi stanno bene dove sono e gli porge la mano in segno di ringraziamento: le due caserme non sono più in lotta fra loro. Boden presenta le nuove procedure operative per limitare l'esposizione dei vigili alle sostanze tossiche ed Hermann, rientrato a casa, scopre di avere la casa infestata dalle cimici a causa di una poltrona che Cindy ha acquistato da un rigattiere, e capisce di averle portate lui in caserma. Alla fine della puntata Gallo corre la maratona per la quale si stava preparando ma lo fa completamente vestito da vigile per aiutare il Dipartimento a sensibilizzare il pubblico sui rischi corsi dai vigili del fuoco.

## Poi è arrivato Nick Porter
- Titolo originale: Then Nick Porter Happened
- Diretto da:
- Scritto da:

### Trama
Mentre Stella sta cercando di organizzare un viaggio a sorpresa per il compleanno di Severide, la caserma viene chiamata per un presunto incendio ad una scuola. Si scopre che l'allarme è stato azionato da qualcuno e che quindi non c'è nessun incendio. Mentre una parte della caserma rimane lì per effettuare dei controlli, il resto va a soccorrere un uomo rimasto incastrato in una cantina. Ci mettono però alcuni minuti in più del previsto a causa del finto allarme alla scuola. Severide scopre che è il terzo falso allarme a quella scuola nel giro di pochi turni e decide di andare assieme a Casey ad indagare ma il preside della stessa non sembra molto collaborativo. Intanto Nick Porter subentra ad Otis come inquilino assieme a Cruz e Brett. In caserma Casey, Severide e Boden discutono insieme al sergente Platt su quel che si può fare: la decisione è tenere un profilo basso e non far ancora intervenire la polizia. La caserma pertanto si reca presso la scuola per un'azione di volantinaggio atta a far capire i pericoli dei falsi allarmi. La convivenza con Nick Porter non sembra procedere per il verso giusto e quando Brett viene a sapere che Foster sta cercando una camera, cerca in tutti i modi di convincere Mouch a far sì che Porter ritorni a casa dalla moglie. In caserma si presenta un allievo della scuola con un elenco di nomi tra i quali secondo lui c'è il colpevole dei falsi allarmi. La caserma viene nuovamente chiamata da un allarme alla scuola ma stavolta Boden vuole vederci chiaro e chiede la collaborazione del preside per ispezionare l'intera struttura e trovare colui che aziona l'allarme. Nascosto in una doccia trovano un ragazzino che più tardi in caserma confesserà di essere lui l'autore dei falsi allarmi: lo bullizzavano e lui, azionando l'allarme, sperava che l'istituto potesse chiudere per poi poter tornare alla sua vecchia scuola. Intanto Porter se ne va dall'appartamento di Cruz e Brett e subentra Foster. Il ragazzino della scuola, per farsi perdonare, porta un disegno con gli auguri di pronta guarigione alla persona che era rimasta incastrata in una cantina per il quale intervento la caserma aveva impiegato più minuti del previsto a causa del falso allarme alla scuola. Infine Stella e Severide decidono di non fare alcun viaggio e di rimanere tranquilli nel loro appartamento.

## Benvenuto a Chicago
- Titolo originale: A Chicago Welcome
- Diretto da:
- Scritto da:

### Trama
All'arrivo in caserma la squadra della 51 trova una sorpresa: è arrivato un nuovo camion per la 81. Ma non tutti sono felici: Hermann infatti protesta per avere un camion nuovo anche per la sua squadra mentre Mouch lo punzecchia descrivendo le numerose qualità del nuovo mezzo. La caserma interviene nell'incendio di una casa in cui abita una coppia di anziani che saranno entrambi ricoverati al Med. Mentre Cruz sta cercando una band per il suo matrimonio, ricompare improvvisamente alla 51 il vice commissario Gorsch. A quanto pare è stato lui a fornire il nuovo camion alla 81 ma necessita di un favore da parte di Boden e Kelly: il commissario Grissom ha bloccato le spese per i vigili del fuoco e a detta di Gorsch solo loro due possono fargli cambiare idea. Brett e Casey si recano in ospedale per avere notizie della coppia ricoverata: l'uomo si è ripreso ma purtroppo la donna è deceduta. Durante l'incendio il loro gatto è sparito e Brett decide di cercarlo affinché l'uomo, rimasto completamente da solo, abbia ancora un po' di compagnia. Durante la ricerca del gatto effettuata assieme a Casey, Brett gli confida che la madre naturale vorrebbe vederla. Mentre Hermann assegna dei nuovi compiti al socio Mouch che non la prende bene, Boden e Kelly vengono a sapere che l'acquisto dei ricambi di vestiario per i vigili nell'ambito del programma anti cancro è stato bloccato e si recano da Gorsch per avere delucidazioni in merito. Scoprono quindi che l'appalto per la fornitura del materiale è stato dato ad un'azienda diversa da quella ufficiale a due terzi del costo. Mentre Brett e Casey riportano il gatto all'anziano, Kelly insieme a Ritter indaga sulla società a cui è stato dato l'appalto: quest'ultima si rivelerà essere di proprietà di un amico di Gorsch, il quale guadagnerebbe un bel po' di soldi dall'operazione. Mentre Hermann e Mouch si chiariscono, Boden viene informato da Kelly di quello che ha scoperto ed assieme a Ritter si recano al dipartimento per parlare con Gorsch e con il supervisore comunale responsabile dei vigili del fuoco: verranno esibite le prove del tentativo di truffa da parte di Gorsch ed il supervisore gli comunicherà il suo licenziamento. Tutta la caserma e diversi civili si recano al funerale dell'anziana deceduta: il marito, rimasto completamente da solo, si commuove per il loro intervento alla cerimonia. 

## Esplosioni
- Titolo originale: Shut it down
- Diretto da: [[]]
- Scritto da: [[]], [[]]

### Trama
Cruz è in crisi per la preparazione del matrimonio e Stella chiede a Kelly, che gli farà da testimone, di dargli una mano. Mouch passa per un turno all'autopompa e la caserma interviene per una fuga di gas. Prima che entrino, si verifica un'esplosione ed una bambina, portata fuori da Gallo, rimane ustionata. Hermann è senza un uomo e si prepara ad una verifica dell'autopompa con un ufficiale del dipartimento: cerca pertanto un sostituto e Mouch si offre. Un intermediario per le adozioni si reca in caserma e consegna a Brett una lettera da parte della madre naturale. Mouch prende visione dei requisiti per la valutazione dell'autopompa leggendo il manuale che gli ha dato Hermann, ma va in panico perché molte cose sono cambiate rispetto a quelle che sa lui e pertanto deve mettersi a studiare. Lo aiuterà Ritter. Brett non ha nessuna intenzione di leggere la lettera che le è stata consegnata e chiede a Casey di buttarla. Gallo prende a cuore le sorti della bambina che ha salvato dall'incendio e che ha subito gravi ustioni: gli ricorda la sua sorellina e pertanto va a trovarla tutti i giorni in ospedale. La caserma risponde ad un altro allarme per un ulteriore fuga di gas e, dal tecnico dell'azienda del gas intervenuto assieme a loro, vengono a sapere che ci sono state numerose richieste simili di intervento nelle ultime ore. Dopo aver fatto alcune indagini anche con le altre caserme ed aver scoperto che ci sono state diverse richieste di intervento per fughe di gas, si recano a parlare con la responsabile dell'azienda del gas. Scoprono così che tutti questi incidenti sono collegati e dovuti ad una sovrapressione. La caserma viene chiamata ancora per un'ulteriore fuga di gas e, dopo aver domato l'incendio sviluppatosi, la dirigente dell'azienda del gas si reca in caserma a fare loro i complimenti per averla aiutata a trovare il problema di queste perdite: ora è tutto sistemato. È arrivato il giorno dell'ispezione all'autopompa: Hermann però scopre che l'ufficiale del dipartimento doveva solo consegnargli dei documenti e non fare un esame all'autopompa ed ai suoi componenti: Mouch pertanto ha imparato tutte le nuove procedure per niente. Mentre Kelly rincuora Cruz che è poco convinto del matrimonio imminente, Mouch crede di meritarsi un piccolo extra dalla cassa del Molly per aver perso tempo a studiare il funzionamento dell'autopompa e sgancia a Ritter la sua parte. Alla fine della puntata Brett chiede a Casey se ha buttato via la lettera: lui non l'ha fatto, gliela dà ed insieme la aprono scoprendo il nome e l'indirizzo della madre naturale di Brett.

## Chiamata non rintracciabile
- Titolo originale: Off the Grid
- Diretto da: [[]]
- Scritto da: [[]], [[]]

Nota: la puntata inizia un crossover che termina con la puntata di Chicago P.D. 7×15.

### Trama
Brett ha molti dubbi sul contattare o meno la sua madre naturale. L'ambulanza 61 interviene presso un appartamento in cui trovano ben tre giovani in overdose: arriva anche la squadra per liberare la terza ragazza intrappolata in bagno. L'intelligence capisce che si tratta di droga tagliata male e si mette sulle tracce di un ragazzo che era comparso improvvisamente presso l'appartamento ma alla stessa velocità aveva fatto perdere le sue tracce temendo di essere coinvolto. Kelly viene chiamato dall'Intelligence che nel frattempo ha identificato il ragazzo per riconoscerlo: quest'ultimo rivela alla squadra della Polizia chi aveva dato la festa in cui i tre ragazzi sono andati in overdose. Alla 51 compare un ex poliziotto dell'Intelligence, Roman, la cui sorella non si trova più e lui ritiene che sia implicata in un giro di droga. Tramite la moglie di Boden che lavora presso la scuola dei tre ragazzi in overdose, Roman e Kelly conoscono un'amica della sorella e ricevono alcune informazioni per tentare di rintracciare la ragazza. Brett viene accompagnata da Casey all'indirizzo della sua madre naturale ma l'uomo che le apre la porta le dice che non c'è nessuna donna a quell'indirizzo. Kelly accompagna Roman nel covo di una gang dove riescono ad avere qualche informazione dopo un breve scontro ma poi l'ex poliziotto prosegue le ricerche della sorella da solo, senza contattare l'Intelligence. Kelly, preoccupato che Roman agisca da solo, va ad informare l'Intelligence. In caserma si fa viva la madre naturale di Brett che, dopo alcune spiegazioni sul perché l'abbia data in adozione e dopo essersi scusata per ciò che aveva detto il suo compagno, le confida di essere nuovamente incinta e di volerla nella propria vita. La caserma interviene per un incendio presso un'abitazione sospettata di essere un covo di una gang: Roman era lì per catturare lo spacciatore che probabilmente sa dov'è la sorella. La squadra fa uscire a fatica il ragazzo che l'Intelligence aveva trovato e che risulta ferito da un'arma da fuoco. La puntata termina con l'arrivo di Voight e la sua squadra sul posto.

## Il truffatore
- Titolo originale: The Tendency of a Drowning Victim
- Diretto da:
- Scritto da:

### Trama
Brett e la sua madre naturale davanti ad una tazza di caffè incominciano a parlare. Boden sembra particolarmente teso: Dana lo ha messo a dieta e questo provoca una certa preoccupazione in caserma. Camion e squadra intervengono per un'auto che è finita nel lago. Kelly vorrebbe immergersi, ma Casey glielo impedisce dicendogli che si tratta ormai quasi sicuramente di un recupero. In caserma arriva l'ex di Otis che ha bisogno di qualche consiglio da Hermann per una nuova attività. Gallo e Ritter sono in difficoltà sul cosa fare da mangiare per Boden. In caserma si presenta la proprietaria dell'auto che afferma che quest'ultima era stata presa dal suo compagno. Casey le rivela che la persona alla guida dell'auto risulta dispersa ma in base alla reazione della donna, comincia ad avere dei sospetti. Stella si offre di fare la dieta insieme a Boden e lo comunica a Gallo e Ritter che faranno pertanto due pranzi uguali per lei e Boden. La proprietaria dell'auto si fa nuovamente viva in caserma informando Casey del fatto che il suo conto in banca è stato prosciugato dal suo compagno che pare aver messo in scena la sua morte con l'inabissamento dell'auto nel lago. Hermann vuole aiutare Lily a mettere in piedi la sua nuova attività ma Cindy lo avvisa che economicamente la famiglia non è in un buon momento. Al Molly Brett presenta la sua madre naturale a Casey e poco dopo entrambi la accompagnano all'ospedale in quanto sembra non star bene. Casey indaga per rintracciare il compagno della proprietaria dell'auto che è finita nel lago. Riesce a trovarne l'indirizzo, si reca sul posto con la donna e lo smaschera: non solo è un truffatore ma è già sposato con un figlio.

## La protezione del bambino
- Titolo originale: Protect a Child
- Diretto da:
- Scritto da:

### Trama
Hermann si lamenta in quanto ormai è passato un anno da quando è stato promosso tenente e non ha ancora il suo ufficio ma Boden gli rifiuta l'utilizzo dell'ufficio azzurro in quanto è e deve restare un magazzino. La caserma interviene nell'incendio di una casa dal quale salvano una madre in carrozzina e il figlio. La vicina di casa confida a Casey che secondo lei la donna non è in grado di prendersi cura del figlio in quanto è su una carrozzina. Hermann in caserma ha deciso di sfruttare lo spazio fra i due uffici di Casey e Kelly per crearsi una zona tutta per sé. Stella comincia a pensare ad un programma per far conoscere il mondo dei vigili del fuoco alle giovani ragazze delle scuole della città e ne parla con Boden che la appoggia e le suggerisce di contattare l'ufficio arruolamento vigili del fuoco. In caserma arriva una responsabile del dipartimento per l'infanzia e la famiglia che vuole parlare con Casey in merito alla denuncia che la vicina di casa ha fatto nei confronti della donna salvata dall'incendio: essendo costretta a vivere sulla sedia a rotelle non è reputata adatta a crescere il suo bambino. L'ufficiale dell'arruolamento Vigili del Fuoco si fa vivo in caserma dicendo a Stella di stendere un rapporto sul suo progetto e della necessità per lei di farsi appoggiare da un ufficiale donna. Mentre Stella va in cerca di un ufficiale donna che sostenga il suo progetto, Gallo e Casey vanno a parlare con la vicina di casa della donna in carrozzina scoprendo che le varie denunce che lei aveva fatto nei confronti della donna in carrozzina erano più che altro dovute al fatto che, non curandosi del suo giardino, creava danni anche al giardino della vicina dal momento che sono confinanti. Mentre Brett aiuta la sua madre naturale a cercare casa, Casey e Gallo fanno visita alla madre in carrozzina in ospedale e proprio in quel momento viene notificato alla madre che il figlio verrà affidato al dipartimento per l'infanzia e la famiglia fino a che un tribunale non prenderà una decisione sul da farsi. Kelly chiede a Seagar di seguire il progetto di Stella. Casey e Gallo vanno a parlare con l'assistente sociale cercando di convincerla a ridare il bambino alla madre in carrozzina. Al rientro in caserma dopo un intervento, Hermann scopre che è avvenuto un incendio in caserma: nel suo nuovo ufficio la lampada che lui stesso aveva messo ha causato un incendio: Hermann dovrà pertanto fare un addestramento di recupero per averlo causato. La puntata si conclude con l'assistente sociale che in ospedale ridà il bambino alla madre in carrozzina.

## Ti copro io
- Titolo originale: I'll Cover You
- Diretto da:
- Scritto da:

### Trama
Mentre Brett aiuta la sua madre naturale ad organizzare il suo appartamento ed a trovare un locale dove festeggiare il suo trasloco, Stella assieme a Seagar presenta il suo progetto nelle scuole senza grandi successi. La caserma interviene per un incendio in un motel. Una delle vittime viene trovata immersa in una vasca e si scoprirà più tardi che era già morta. In caserma tramite un social, si scopre una foto di Casey di molti anni prima e associata alla foto c'è una richiesta da parte di un utente di contattarlo. Cruz si occupa di gestire la cosa. In caserma si presenta un poliziotto di Milwaukee che sta indagando sulla persona trovata immersa nella vasca nel motel. Intanto le "indagini" per scoprire chi è che vorrebbe contattare Casey ed il perché vanno avanti: dalla foto cercano di stabilire a che data può essere attribuito l'intervento per capire meglio cosa era successo. Mentre Stella deve attaccare volantini in giro per il reclutamento delle ragazze, Seagar indaga con Severide per capire la dinamica dell'incendio al motel con l'approvazione di Boden. Cruz e gli altri hanno ristretto il campo della data dell'intervento della foto e dicono a Casey le chiamate di quale periodo di tempo dovrà riesaminare per capirci qualcosa di più. Casey rintraccia un altro vigile del fuoco che è presente anch'egli nella foto il quale gli ricorderà ciò che era successo all'epoca. Stella finalmente riceve un'iscrizione mentre Kelly ha trovato una nuova pista sull'omicidio ragionando con Boden. Casey rende pubblico il mistero della foto: in quell'intervento purtroppo aveva fatto del male ad un giovane nel tentativo di estrarlo da un'auto, pertanto non è interessato ad incontrarlo nuovamente. Ma Cruz l'ha contattato e Casey ci si deve confrontare scoprendo che il ragazzo non cerca lui ma l'altro vigile del fuoco. Brett accompagna la madre naturale in ospedale in quanto le contrazioni sono più frequenti. Kelly, Seagar e il poliziotto Rusek concludono le indagini e trovano l'assassino. Stella e Seagar sono pronte per la prima lezione a cui interviene anche il responsabile ed inaspettatamente si trovano davanti ad un gruppo di cinque ragazze quando ne aspettavano una. La madre naturale di Brett partorisce una bambina, ma durante il cesareo muore.

## Manteniamo la calma
- Titolo originale: Light Things Up
- Diretto da:
- Scritto da:

### Trama
Mentre in caserma si stanno riprendendo dopo l'addio al celibato di Cruz, al suono dell'allarme Casey e Brett si recano verso i mezzi ma trovano le porte chiuse dall'esterno con dei catenacci. Un gruppo di dimostranti si impossessa della zona mezzi ed alcuni di loro si legano ai mezzi per protestare contro la chiusura della caserma 87. Dopo aver tentato un breve dialogo con i dimostranti ed aver detto a tutti di rientrare in caserma senza fare nulla, Boden si vede costretto a chiamare la polizia. Visto che i dimostranti sono armati di cellulari per registrare la protesta, Gallo e Ritter chiedono il permesso a Boden di postare qualcosa sui social per far conoscere a tutti anche il pensiero dei vigili del fuoco. Boden glielo nega. Intanto Kelly si prepara con i vari arnesi a liberare i dimostranti qualora la polizia lo richieda. Due pattuglie della polizia intervengono e chiedono di liberare i dimostranti legati ma nel frattempo arrivano ulteriori dimostranti a complicare la situazione irrompendo nella caserma. Severide, di fronte ad uno di loro che lo filma, lo aggredisce ed il filmato fa il giro della rete. Il dipartimento fa sapere che vuole un'azione minima della polizia in quanto era già successa una cosa simile in precedenza in un'altra città ed era scoppiata una rissa. Hermann parla con uno dei dimostranti incatenati e cerca di capire le sue ragioni ricordandosi che anche lui era ricorso a mezzi non convenzionali quando aveva bruciato il famoso divano per farsi ascoltare. Interviene quindi un ufficiale del dipartimento per tentare di riportare la calma ma, non avendo ottenuto niente, Casey fa intervenire un politico di sua conoscenza e Boden dà la possibilità a Ritter e Gallo di postare qualcosa sui social. Mentre Foster cerca di tirar su il morale a Brett che è reduce dal funerale della madre naturale, arriva in caserma il compagno di quest'ultima chiedendo a Brett di prendersi cura della bambina appena nata in quanto lui non si sente in grado. Appena arriva il politico chiamato da Casey uno dei dimostranti si sente male e l'ambulanza interviene. Uno dei dimostranti si dimostra disponibile a terminare la protesta ma all'improvviso scoppia una rissa in cui Cruz si ferisce. La polizia arresta quindi tutti i dimostranti. Mentre Cruz viene medicato, Boden ed alcuni altri si recano dal dimostrante che è stato ricoverato per fargli sapere che la caserma 87 riaprirà a breve, tutto per merito di un video realizzato da Ritter e Gallo. Alla fine della puntata tutti si recano in chiesa per il matrimonio di Cruz.

## La campana della 51
- Titolo originale: 51's Original Bell
- Diretto da:
- Scritto da:

### Trama
Mentre Stella con l'aiuto di Foster e Brett continua le lezioni di "Ragazze contro il fuoco", Capp ritrova la campana originale della 51 e si mette a pulirla. Suona l'allarme e la caserma interviene per un incendio che sprigiona del cloro. Ad un certo punto un'esplosione investe Capp. Viene quindi ricoverato ma non se ne hanno notizie: si è dimesso infatti volontariamente dall'ospedale. Severide ha tutta l'intenzione di indagare più a fondo sull'incidente e sul perché certe sostanze possano essere presenti in quei depositi. Foster si prepara a dire a Brett che ha deciso di riprendere a studiare Medicina e che pertanto abbandonerà il lavoro. Il padre della sorellina di Brett le confida che vuole prendersi cura di lei ma che ritornerà nella sua città. Severide torna al deposito con la squadra per indagare e scopre che sono state elevate tre multe ma a suo giudizio non è abbastanza e si rivolge all'autorità per la sicurezza e la salute sul lavoro cercando di ottenere qualcosa di più di alcune semplici multe. In un intervento dell'ambulanza che porta Foster e Brett in ospedale, viene fuori che Foster farà un colloquio all'università per riprendere gli studi: Brett non la prende bene. Casey e Severide vanno a casa di Capp per tentare di convincerlo a tornare in ospedale. Di ritorno da un intervento la squadra di Severide passa al deposito dove Capp si era ferito constatando che l'autorità ha fatto chiudere l'attività. Severide scopre in ospedale che Capp non ha nulla di grave e potrà, dopo un certo periodo di riposo, tornare a lavorare. La puntata si conclude con il colloquio di Foster per il rientro all'università. Dopo il colloquio mentre esce trova Brett che la aspetta: è contenta per lei e l'ha perdonata.